# Ludovico di Sicilia
Ludovico (o Luigi) d'Aragona o di Sicilia, detto il Fanciullo (Catania, 1335 oppure 1337 – Castello di Aci, 16 ottobre 1355) è stato re della Sicilia (con il titolo di re di Trinacria) dal 1342 alla sua morte.

## Origini familiari
Era il figlio maschio primogenito del re di Trinacria, Pietro II, quarto re della dinastia aragonese e di Elisabetta di Carinzia, figlia di Ottone III del Tirolo e di Eufemia di Slesia-Liegnitz.

## Biografia
Morto il padre Pietro, nel 1342, divenne a soli sette anni Re di Sicilia, sotto la duplice reggenza dello zio, il duca di Randazzo Giovanni d'Aragona e della madre, che provocò tensione ed instabilità nel Regno.
Ludovico risiedette fino al 1347 a Randazzo.
Il suo regno attraversò un delicato periodo di crisi economica e di instabilità politica. Nell'inverno del 1347 arrivò anche una tremenda epidemia di peste che imperversò per anni decimando la popolazione e che l'anno dopo, nel 1348, colpì anche il reggente, lo zio Giovanni, che, in punto di morte, designò come suo successore, alla reggenza insieme alla regina madre, Elisabetta, il catalano Blasco II d'Alagona, malvisto dalla locale nobiltà siciliana. La rivalità fra le famiglie latine, (ovvero i Chiaramonte, Palizzi,  e degli Uberti - avversi agli aragonesi) e quelle catalane (Peralta, Alagona, Moncada e Ventimiglia - invece di parte aragonese), che fino ad allora era stata contenuta dalla diplomazia del duca Giovanni, provocò ulteriore tensione nel Regno e degenerò in guerra civile. Negli anni successivi, infatti Ludovico dovette inviare l'esercito regio contro i Chiaromonte, sfidandoli a Milazzo. Solo nel 1350 si arrivò a un compromesso di pace.
Nel 1352, alla morte della madre, la reggenza fu assunta dalla sorella maggiore di Ludovico, Costanza, che la resse sino al 1354 e quindi alla sorella Eufemia.
In seguito alla morte di peste del cugino Federico, Signore di Aci e figlio di Giovanni d'Aragona, avvenuta nel 1355, Ludovico si recò dalla fortezza di Agira dove aveva cercato riparo dalla tragica epidemia di Peste Nera, al Castello di Aci. La pandemia, però, non risparmiò neanche il Re che, contagiato, spirò nella fortezza acese il 16 ottobre, a soli 17 anni. Gli successe il fratello minore Federico.
Ludovico fu sepolto nella Cattedrale di Catania, accanto al Re Federico III d'Aragona e Giovanni d'Aragona.

## Discendenza
Ludovico da un'amante della quale non si conosce il nome ebbe due figli:
- Antonio (tra il 1350 e il 1355 - ?), che sposò Beatrice di Eierica o d’Exerica, figlia di Bonaventura d’Arborea e di Pietro d’Exerica, discendente di Giacomo I di Aragona.
- Luigi (tra il 1350 e il 1355 - ?), barone di Tripi.

## Ascendenza
|                            |                               |                              | Genitori              |  |  | Nonni |  |  | Bisnonni             |  |  | Trisnonni           |  |
|                            |                               |                              |                       |  |  |       |  |  | Pietro III d'Aragona |  |  | Giacomo I d'Aragona |  |
|                            |                               |                              |                       |  |  |       |  |  | Pietro III d'Aragona |  |  | Giacomo I d'Aragona |  |
|                            |                               | Iolanda d'Ungheria           |                       |  |  |       |  |  | Pietro III d'Aragona |  |  |                     |  |
| Federico III d'Aragona     |                               |                              |                       |  |  |       |  |  | Pietro III d'Aragona |  |  |                     |  |
|                            |                               | Costanza di Sicilia          | Manfredi di Sicilia   |  |  |       |  |  |                      |  |  |                     |  |
|                            |                               | Costanza di Sicilia          | Manfredi di Sicilia   |  |  |       |  |  |                      |  |  |                     |  |
|                            |                               | Costanza di Sicilia          | Beatrice di Savoia    |  |  |       |  |  |                      |  |  |                     |  |
| Pietro II di Sicilia       |                               | Costanza di Sicilia          |                       |  |  |       |  |  |                      |  |  |                     |  |
|                            |                               | Carlo II d'Angiò             | Carlo I d'Angiò       |  |  |       |  |  |                      |  |  |                     |  |
|                            |                               | Carlo II d'Angiò             | Carlo I d'Angiò       |  |  |       |  |  |                      |  |  |                     |  |
|                            |                               | Carlo II d'Angiò             | Beatrice di Provenza  |  |  |       |  |  |                      |  |  |                     |  |
| Eleonora d'Angiò           |                               | Carlo II d'Angiò             |                       |  |  |       |  |  |                      |  |  |                     |  |
|                            |                               | Maria Arpad d'Ungheria       | Stefano V d'Ungheria  |  |  |       |  |  |                      |  |  |                     |  |
|                            |                               | Maria Arpad d'Ungheria       | Stefano V d'Ungheria  |  |  |       |  |  |                      |  |  |                     |  |
|                            |                               | Maria Arpad d'Ungheria       | Elisabetta dei Cumani |  |  |       |  |  |                      |  |  |                     |  |
| Ludovico di Sicilia        |                               | Maria Arpad d'Ungheria       |                       |  |  |       |  |  |                      |  |  |                     |  |
|                            | Mainardo II di Tirolo-Gorizia | Mainardo I di Tirolo-Gorizia |                       |  |  |       |  |  |                      |  |  |                     |  |
|                            | Mainardo II di Tirolo-Gorizia | Mainardo I di Tirolo-Gorizia |                       |  |  |       |  |  |                      |  |  |                     |  |
|                            | Mainardo II di Tirolo-Gorizia | Adelaide di Tirolo           |                       |  |  |       |  |  |                      |  |  |                     |  |
| Ottone III del Tirolo      | Mainardo II di Tirolo-Gorizia |                              |                       |  |  |       |  |  |                      |  |  |                     |  |
|                            |                               | Elisabetta di Wittelsbach    | Ottone II di Baviera  |  |  |       |  |  |                      |  |  |                     |  |
|                            |                               | Elisabetta di Wittelsbach    | Ottone II di Baviera  |  |  |       |  |  |                      |  |  |                     |  |
|                            |                               | Elisabetta di Wittelsbach    | Agnese del Palatinato |  |  |       |  |  |                      |  |  |                     |  |
| Elisabetta di Carinzia     |                               | Elisabetta di Wittelsbach    |                       |  |  |       |  |  |                      |  |  |                     |  |
|                            |                               | Enrico V di Legnica          | …                     |  |  |       |  |  |                      |  |  |                     |  |
|                            |                               | Enrico V di Legnica          | …                     |  |  |       |  |  |                      |  |  |                     |  |
|                            |                               | Enrico V di Legnica          | …                     |  |  |       |  |  |                      |  |  |                     |  |
| Eufemia di Slesia-Liegnitz |                               | Enrico V di Legnica          |                       |  |  |       |  |  |                      |  |  |                     |  |
|                            |                               | Elisabetta di Kalisz         | …                     |  |  |       |  |  |                      |  |  |                     |  |
|                            |                               | Elisabetta di Kalisz         | …                     |  |  |       |  |  |                      |  |  |                     |  |
|                            |                               | Elisabetta di Kalisz         | …                     |  |  |       |  |  |                      |  |  |                     |  |
|                            |                               | Elisabetta di Kalisz         |                       |  |  |       |  |  |                      |  |  |                     |  |